# «Моя борьба» на арабском языке
«Моя борьба» (нем. Mein Kampf; араб. كفاحي, kifāḥī‎) — произведение автобиографического характера Адольфа Гитлера, содержащее изложение его политических взглядов. Оно много раз переводилось на арабский язык с момента первой публикации в 1930-х годах.

## Попытки перевода

### Попытки перевода в1934—1937 годах
Первые попытки перевести отдельные выдержки из «Моей борьбы» на арабский язык предпринял ряд арабских новостных изданий в начале 1930-х годов. Так, журналист и арабский националист Юнис аль-Сабави опубликовал их в багдадской газете «аль-Алам аль-Араби», что привело к росту тревожности среди местных евреев. Ливанская газета «ан-Нида» также отдельно опубликовала их в 1934 году. Консульство Третьего рейха отрицало участие «ан-Ниды» в первых попытках перевода произведения.
Выпуск Национал-социалистической немецкой рабочей партией перевода «Моей борьбы» на арабском языке целиком зависел от Гитлера. Ключевую роль в издании книги сыграл немецкий посол в Королевстве Ирак Фриц Гробба. Огромную проблему представляла пропаганда расизма, присутствовавшая в «Моей борьбе». Гробба предлагал внести коррективы в текст «таким образом, чтобы он отвечал восприятию расистски настроенных арабов»: например, поменять «антисемитский» на «антиеврейский», «пристрастный» на «тёмный» и значительно смягчить доказательства о превосходстве «арийской расы».
Лично Гитлер стремился избежать каких бы то ни было поправок, однако был вынужден их принять спустя 2 года. Гробба отправил 177 газетных вырезок из переводов аль-Сабави, но Бернхард Мориц, консультировавший немецкое правительство по арабскому вопросу и владевший арабским языком, сказал, что предлагаемый перевод невнятен, и не принял его. Таким образом, в ту пору этой частичной попытке был положен конец.
Впоследствии Министерство пропаганды Третьего рейха при содействии немецкого книжного магазина в Каире «Оверхамм» приняло решение продолжить работу по переводу. Роль переводчика получил мусульманин Ахмад Махмуд аль-Садати — автор одной из первых арабских книг о национал-социализме: «Адольф Гитлер, вождь национал-социализма, вместе с объяснениями по поводу еврейского вопроса» (араб. أدولف هتلر، زعيم الاشتراكية الوطنية، مع توضيحات حول المسألة اليهودية‎). Рукопись он представил в 1937 году доктору Морицу, который вновь счёл перевод невнятным и не принял его.

### Перевод 1937 года издания
Аль-Садати выпустил свой перевод «Моей борьбы» в Каире в 1937 году, не получив официального разрешения немецких властей. По данным Йекутиэля Гершони и Джона Янковски, перевод Садати был опубликован ограниченным тиражом. Однако местная арабская газета «Роз аль-Юсуф» привела цитату из книги, в которой Гитлер якобы называл египтян «упадочниками из числа калек». Цитата вызвала раздражение. Так, египетский адвокат Хамид Малиджи писал: «Арабские друзья… Арабские экземпляры „Моей борьбы“, нашедшие распространение в арабском мире, не согласованы с немецким оригиналом в силу того, что указания, данные немцам относительно нас, были удалены. К тому же эти выдержки не отображают его [Гитлера] точной позиции о нас. Гитлер доказывает, что арабы — низшая раса, что наследие арабов было насильственно заимствованно из других цивилизаций и что у арабов нет ни культуры, ни искусства, также он декларирует другие оскорбления и унижения в отношении нас».
Другой комментатор Никула Юсуф назвал присущий «Моей борьбе» воинствующий национализм шовинизмом.
Египетский журнал «Аль-Исала» писал, что «тирады Гитлера в „Моей борьбе“ об антисемитизме превратили его в политическую доктрину и руководство к действию». «Аль-Исала» отрицательно отнёсся к нацизму во многих своих публикациях.